# Chapelle de l'esplanade
La Chapelle de l'esplanade (finnois : Esplanadikappeli) est un bâtiment historique et un restaurant situés sur eteläesplanadi à Helsinki en Finlande.

## Histoire

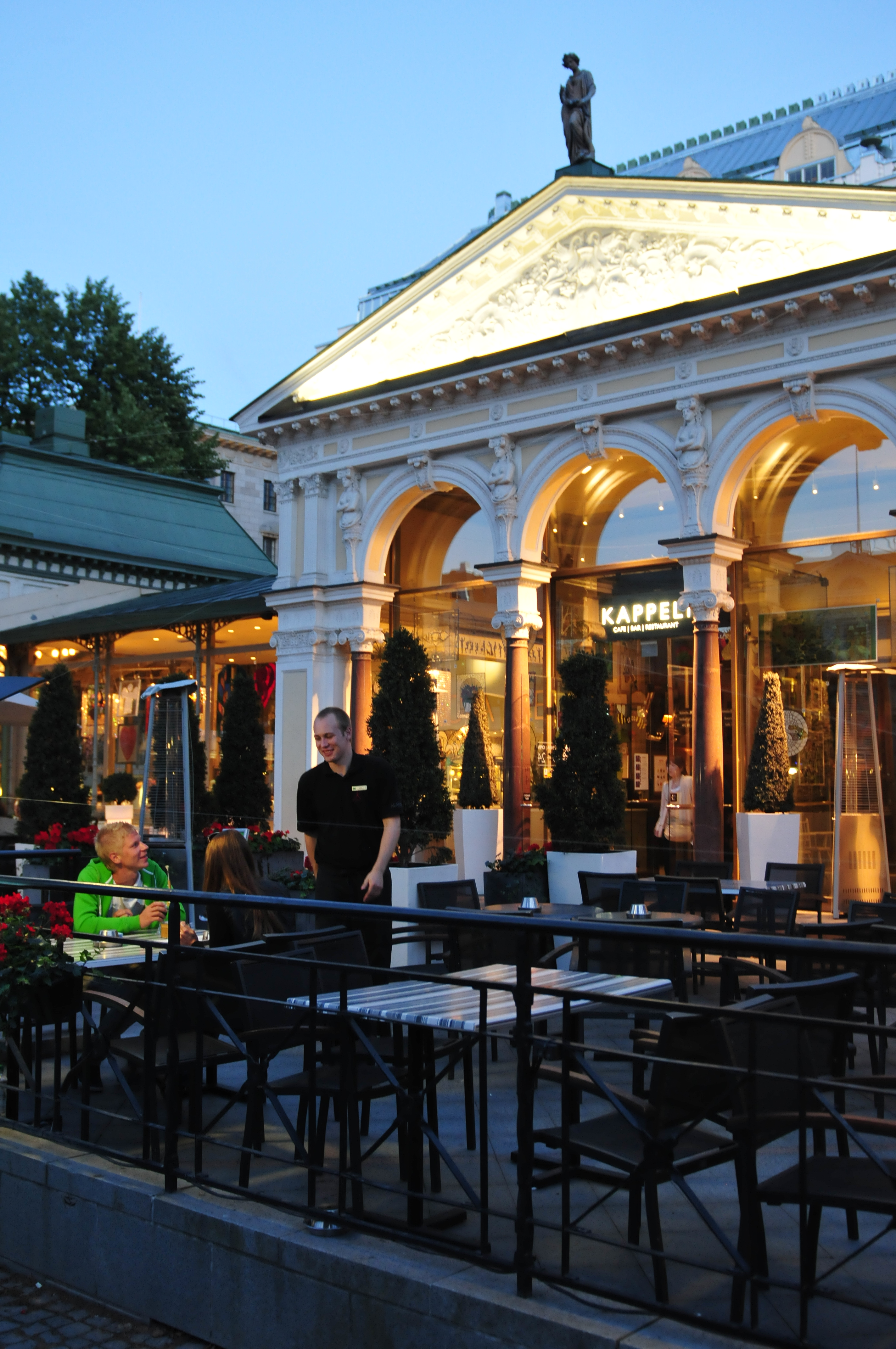
Le restaurant en 2014.

À la fin des années 1840, la première chapelle est un petit kiosque qui vend des rafraîchissements.
En 1867, on construit un nouveau restaurant en pierre selon les plans d'Axel Hampus Dalström,.
L'endroit devient si populaire qu'on l'agrandit en 1880–1881. 
Konstantin Kiseleff conçoit les pavillons en bois reliés par une véranda.
En 1891, le restaurant est à nouveau agrandi et rénové par Bruno Ferdinand Granholm et il a gardé l’aspect de cette époque.
En face du restaurant on construit un kiosque à musique qui sera agrandi en 1887.
Une fontaine est installée entre le restaurant et le kiosque.
Le pavillon actuel en verre et à charpente métallique est conçu par Valter Jung à la fin des années 1930.
De 1878 à 1916, le restaurant reste ouvert au public l'hiver.
La chapelle est rénovée de 1974 à 1976 par Aino et Pekka Laurila.
L'ancien édifice avec ses poteaux en soutien est encore visible au centre de l'actuelle chapelle.
À la fin du XIXe siècle et au début du XXe siècle, le restaurant est connu comme un lieu de rencontre pour les poètes, les écrivains et les artistes. 
Le restaurant Kappeli devient alors un lieu de prédilection pour les artistes, accueillant notamment le poète Eino Leino, l'écrivain Juhani Aho, l'artiste Akseli Gallen-Kallela et les compositeurs Jean Sibelius. et Oskar Merikanto. 

## Peintures murales
À l'époque du restaurateur Onni Wetterhoff, au cours de la saison 1877-1879, les artistes qui prennent un petit-déjeuner au restaurant les dimanches d'hiver, commencent à décorer ses murs avec leurs œuvres.
Albert Edelfelt peint un portrait de Gambrinus, inventeur de la bière, sur un médaillon mural rond dans la cuisine du restaurant, et Oskar Kleineh peint une rue de Rouen.
Le bar du restaurant expose le tableau  "paysage marin" de Hjalmar Munsterhjelm et un grand panorama d'Helsinki peint sur le mur du sous-sol par le peintre Henrik Erland Salonen.

## Étapes ultérieures à nos jours
Le restaurant Kappeli est transformé en restaurant d'été en 1916 et n'est plus ouvert en hiver. Cependant, Lundbom, le restaurateur de l'époque, repense la scène musicale et la cuisine du restaurant, le restaurant est alors réputé pour sa bonne cuisine.
Cependant, au fil des ans, le bâtiment s'est détérioré en raison de l'humidité et du froid, le restaurant étant fermé en hiver. En 1939, la façade du restaurant située dans l'esplanade sud du bâtiment est agrandie aux extrémités est et ouest, tandis que l'actuel pavillon de musique du restaurant est conçu par l'architecte Valter Jung.
La même année, le concours de sculpture est remporté par Viktor Jansson. 
En 1976, la coopérative Elanto devient locataire du restaurant  qui est rénové pour une utilisation tout au long de l'année. Dans les années 1980, la chapelle était l’un des rares restaurants à Helsinki ouvert jusqu’à quatre heures du matin. 
De nos jours, le restaurant appartient à la ville d'Helsinki et est exploité par HOK-Elanto.

## Galerie

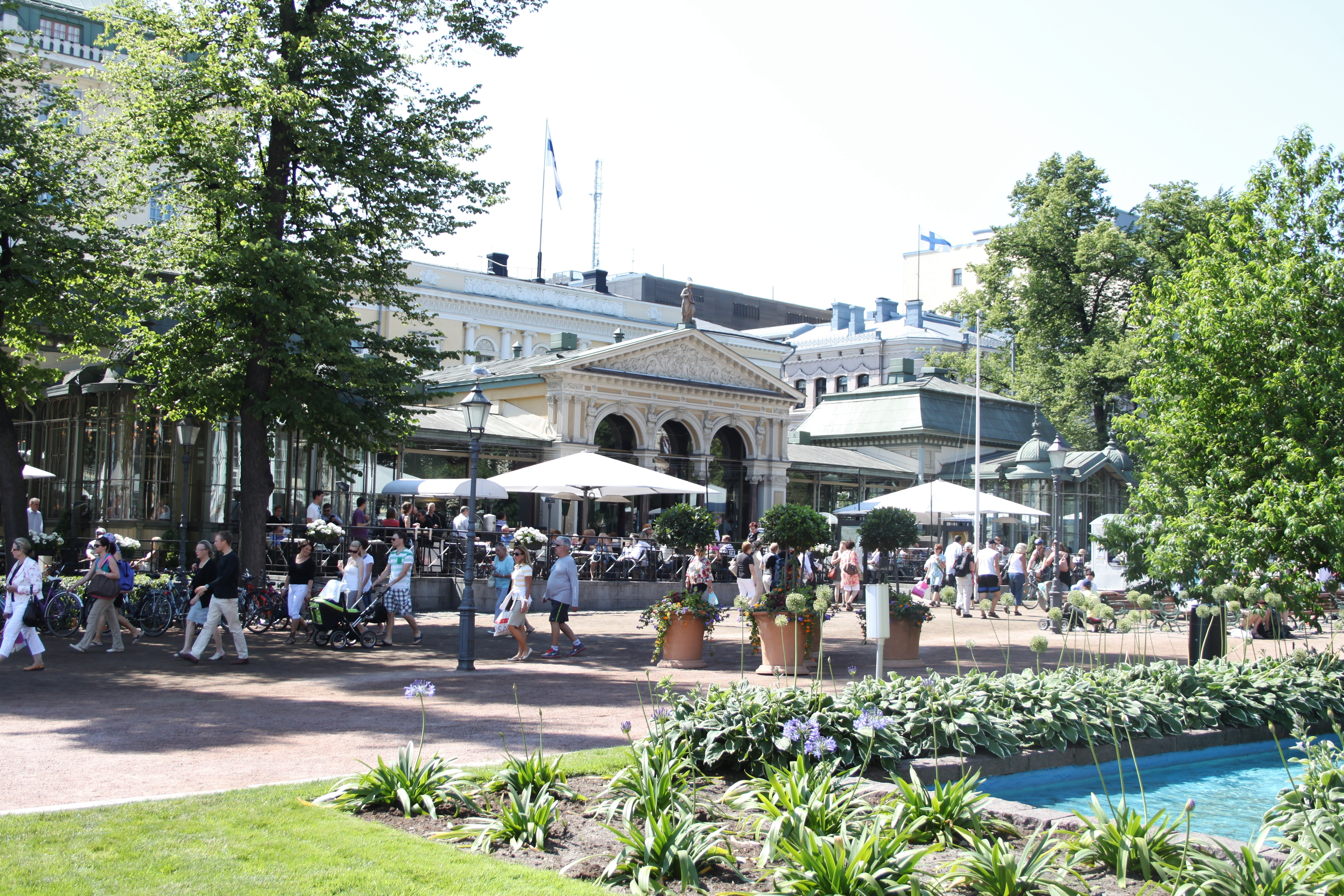
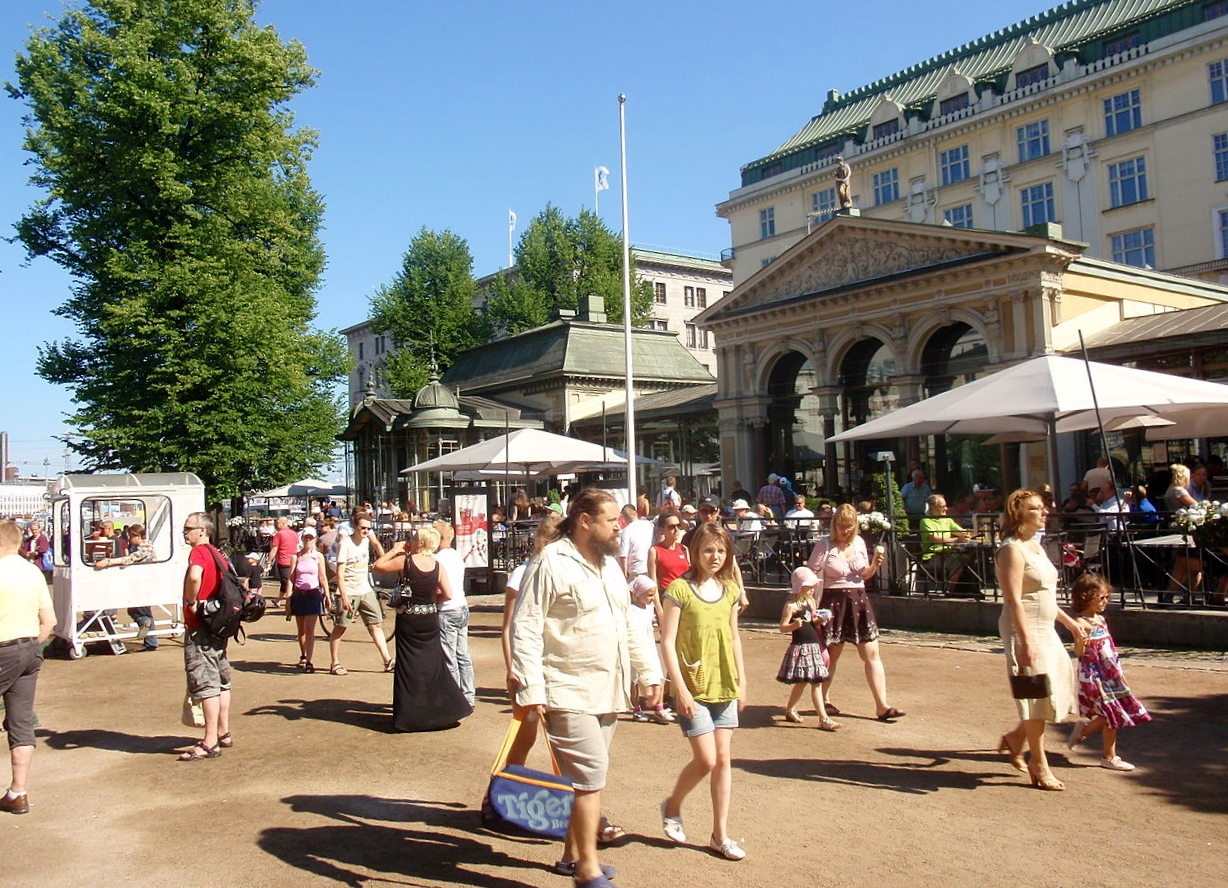
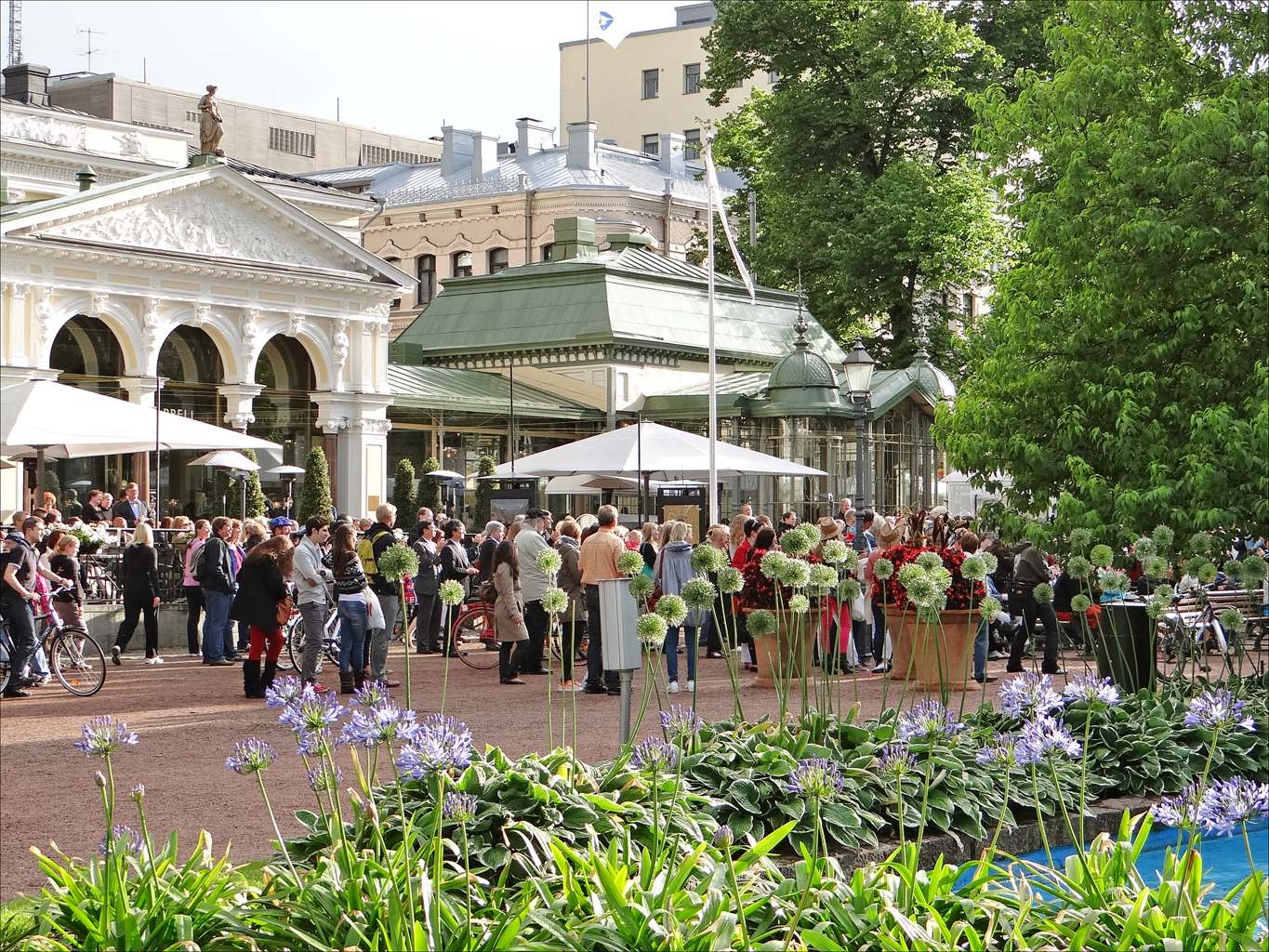
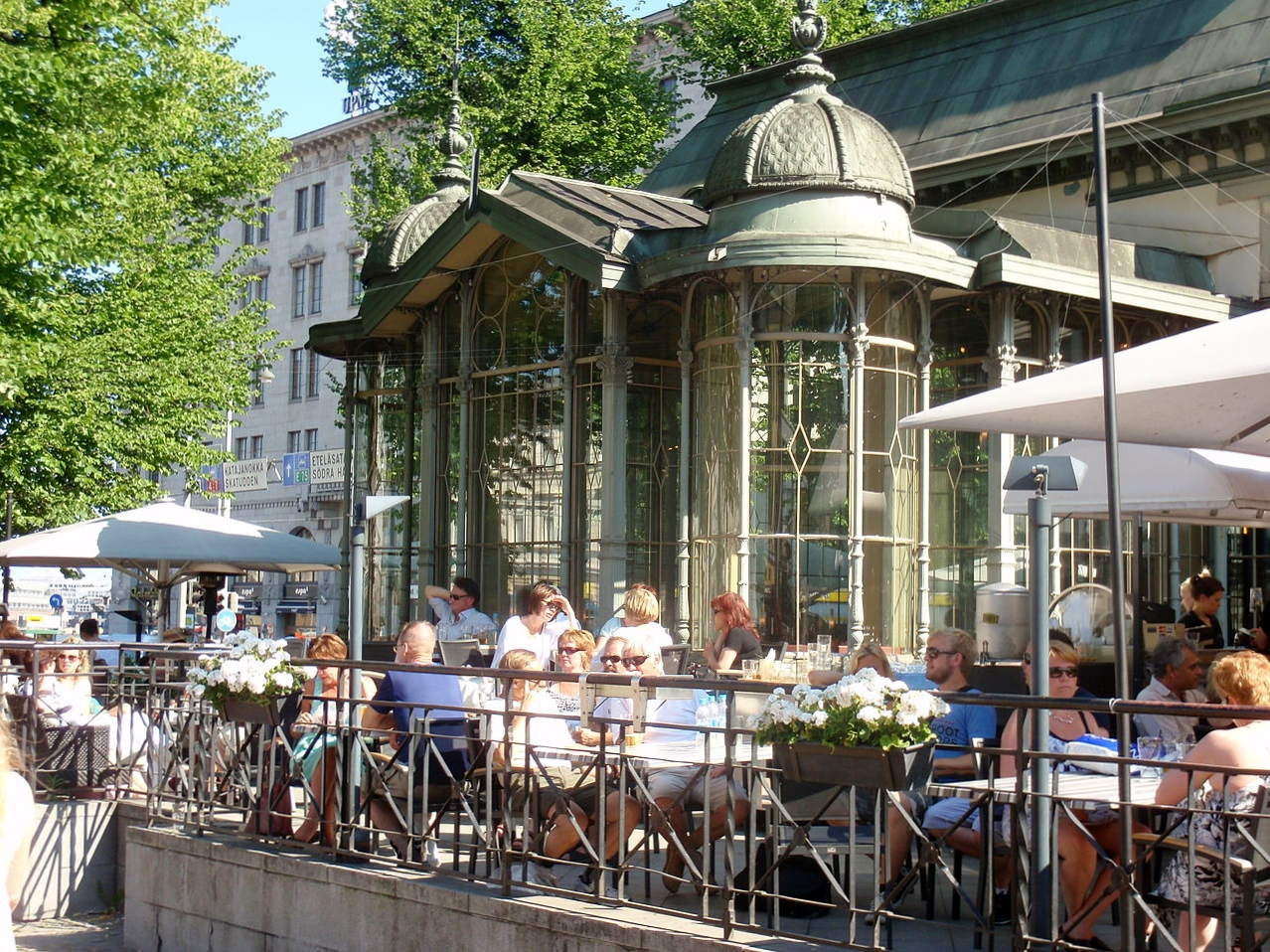